# Gare de Suzurandai
La gare de Suzurandai (鈴蘭台駅, Suzurandai-eki) est une gare ferroviaire située à Kobe, dans la préfecture de Hyōgo au Japon. La gare est exploitée par la compagnie Shintetsu.

## Situation ferroviaire
La gare de Suzurandai est située au point kilométrique (PK) 7,5 de la ligne Shintetsu Arima. Elle marque le début de la ligne Shintetsu Ao.

## Histoire
La gare est inaugurée le 28 novembre 1928.

## Service des voyageurs

### Accueil
La gare dispose de guichets et des automates pour l'achat de titres de transport. Elle est ouverte tous les jours.

### Desserte
- Ligne Arima :
  - voies 1 et 2 : direction Shinkaichi
  - voies 3 et 4 : direction Arima-Onsen et Sanda
- Ligne Ao :
  - voies 3 et 4 : direction Ao